# Dylan Riley Snyder
Dylan Riley Jacob Snyder (Tuscaloosa, Alabama; 24 de enero de 1997) es un actor estadounidense de cine, televisión y teatro musical. Comenzó su carrera como actor en teatro comunitario a la edad de cinco años, Snyder es conocido por sus habilidades en actuación, canto y baile, interpretó al "Joven Tarzán" en el musical de Broadway de 2006, Tarzán, como "Timmy" en la película de 2009, Life During Wartime, y como "Milton" en la serie original de Disney XD, Kickin' It.

## Primeros años
Snyder nació en Tuscaloosa, Alabama, hijo de Ashley y Les Snyder. Snyder tiene un hermano, una hermana mayor llamada Cassidy, nacida en 1985. Su hermana mayor estaba involucrada en el teatro comunitario, y él creció asistiendo a sus ensayos de teatro musical. A la edad de cuatro años, un director se percató de que podía tomar la dirección, y a la edad de cinco años, su familia comenzó a llevarlo a una audición, protagonizando su primer papel como "Tiny Tim" en una producción de teatro de la comunidad de A Christmas Carol.
La aparición de Snyder como "Tiny Tim" captó la atención de la actriz, escritora y directora local, Tina Fitch, quien quedó impresionada con su trabajo y pasaría a llevarlo a varias de las producciones de la Universidad de Alabama (U de A) cada vez que necesitaban un intérprete infantil. Algunos de sus primeros créditos en teatro de la comunidad incluyen: "Dill Harris" en la producción del Teatro Tuscaloosa To Kill a Mockingbird, "Michael Darling" en la producción del Teatro Tuscaloosa Peter Pan, "Buster" en la producción de U de A Cat on a Hot Tin Roof, "Joven Pippin" en la producción de U de A Pippin y "Billy Moore" en la producción de U de A Assassins.
En 2003, la familia de Snyder se trasladó a Petal, Misisipi. Con su rango de niño soprano, Snyder realizó con el Coro de Niños de Mississippi y el Hattiesburg Civic Light Opera. En 2005, fue seleccionado para el American Boys Choir, sin embargo, fue durante este tiempo que el Huracán Katrina devastó gran parte de Mississippi, que llevó a la familia de Snyder a regresar a Alabama, donde la amiga de la familia, Tina Fitch le sugirió que fuera a Nueva York para probar suerte en el teatro profesional.

## Carrera
En agosto de 2005, Snyder y su madre comenzaron los preparativos para hacer el traslado a Nueva York y siete meses más tarde, en su noveno cumpleaños, Snyder y su madre se instalaron en un apartamento de Manhattan, mientras que su padre permanecía en su puesto de trabajo en Mississippi y su hermana asistió a la universidad en Alabama. Pronto comenzó a ir a audiciones profesionales y, después de competir con cientos de niños para el papel, consiguió el papel de "Joven Tarzán" en el musical de Broadway adaptación de Disney de Tarzán. Después de conseguir el papel, Snyder estudió gimnasia para satisfacer las demandas físicas del papel y trabajó con el entrenador vocal de Disney para aprender a proyectar su voz. Snyder hizo su debut en Broadway como "Joven Tarzán", en septiembre de 2006 y, como es típico con exigentes papeles infantiles en Broadway, alternando en el papel de Alex Rutherford, apareciendo en un total de 169 actuaciones hasta que el show se cerró en julio de 2007.

## Vida personal
Snyder es educado en casa para dar cabida a su carrera como actor y vive en Los Ángeles con su madre durante la filmación de Kickin' It, mientras que su padre y su hermana todavía residen en Alabama. Es un exmiembro de los Boy Scouts de América y es uno de los miembros de Broadway Kids, así como uno de los miembros fundadores de Broadway Kids Care. Cuando no está ocupado con el trabajo y la escuela, Snyder disfruta de resolver cubo de Rubik, origami, malabares, billar y ajedrez.
Cuando se le preguntó acerca de sus objetivos profesionales a largo plazo, Snyder reconoció su interés en volver un día con una carrera como cantante, pero también expresó su pasión para seguir actuando, diciendo: - "Sí, lo creo (quiere seguir cantando), pero eso sería un poco más abajo del camino. Me encantaría continuar con la actuación durante el mayor tiempo posible y ver a dónde me lleva. Mi plan de respaldo está en la ingeniería aeroespacial o ingeniería en computación, pero por ahora me voy a centrar en la actuación".

## Filmografía
| Cine       | Cine                         | Cine                        | Cine                                    |
| Año        | Película                     | Personaje                   | Notas                                   |
| ---------- | ---------------------------- | --------------------------- | --------------------------------------- |
| 2009       | Valley of the Moon           | Leo Amatog                  | Cortometraje                            |
| 2009       | Life During Wartime          | Timmy Maplewood             | Largometraje                            |
| Televisión |                              |                             |                                         |
| Año        | Título                       | Personaje                   | Notas                                   |
| 200?       | Sesame Street                | (Intérprete principal)      | 2 segmentos                             |
| 2008-2009  | Wonderpets                   | Griffin / Hound Dog (voz)   | 2 episodios                             |
| 2011       | Game On!                     | Él mismo                    | 1 episode: Pair of Kings vs. Kickin' It |
| 2011-2015  | Kickin' It                   | Milton Krupnick             | Coprotagonista                          |
| Teatro     |                              |                             |                                         |
| Año        | Obra                         | Personaje                   | Notas                                   |
| 2006-2007  | Tarzan: The Broadway Musical | Joven Tarzán                | Broadway                                |
| 2009-2010  | The Orphans' Home Cycle      | Horace / Buddy / Horace Jr. | Off-Broadway                            |

## Premios y nominaciones
| Año  | Premiación       | Categoría | Personaje                 | Película / Serie        | Resultado | Ref. |
| ---- | ---------------- | --- | ------------------------- | ----------------------- | --------- | ---- |
| 2010 | Gotham Award     | Best Ensemble Cast (compartido Charlotte Rampling, Allison Janney, Rich Pecci, Michael Lerner, Shirley Henderson, Ally Sheedy, Michael Kenneth Williams, Ciarán Hinds y Chris Marquette)                                                                                                 | Timmy                     | Life During Wartime     | Nominado  |      |
| 2010 | Drama Desk Award | Special Award Saluting "the breadth of vision, which inspired the exceptional direction, performances, sets, lighting, costumes, music and sound that made The Orphans' Home Cycle the theatrical event of the season." (compartido con el elenco, el equipo de creativos y productores) | Horace, Buddy, Horace Jr. | The Orphans' Home Cycle | Ganador   |      |